# Jackowo-Młynowe
Jackowo-Młynowe (biał. Яцкава-Млынавыя; ros. Яцково-Млыновые) – wieś na Białorusi, w obwodzie mińskim, w rejonie wołożyńskim, w sielsowiecie Wołożyn, na skraju Puszczy Nalibockiej.
W dwudziestoleciu międzywojennym leżało w Polsce, w województwie nowogródzkim, w powiecie wołożyńskim. 